# Michaeloplia libita
Michaeloplia libita är en skalbaggsart som beskrevs av Marc Lacroix 1997. Michaeloplia libita ingår i släktet Michaeloplia och familjen Melolonthidae. Inga underarter finns listade i Catalogue of Life.